# كينيث إل. أولسون
كينيث إل. أولسون (بالإنجليزية: Kenneth L. Olson)‏ هو عسكري أمريكي، ولد في 26 مايو 1945 في ويلمر في الولايات المتحدة، وتوفي في 13 مايو 1968 في فيتنام الجنوبية.